# Pandemia de Covid-19 en Nauru
La Pandemia de COVID-19 llegó a Nauru el día 2 de abril de 2022 en Distrito de Yaren. Hasta el 26 de abril de 2022 se han confirmado 6 casos, de los cuales ningún fallecido y 4 recuperados.
| Casos de Covid-19 en Nauru Muertes Recuperaciones Casos activos | Casos de Covid-19 en Nauru Muertes Recuperaciones Casos activos | Casos de Covid-19 en Nauru Muertes Recuperaciones Casos activos | Casos de Covid-19 en Nauru Muertes Recuperaciones Casos activos | Casos de Covid-19 en Nauru Muertes Recuperaciones Casos activos |
| --------------------------------------------------------------- | --------------------------------------------------------------- | --------------------------------------------------------------- | --------------------------------------------------------------- | --------------------------------------------------------------- |
| Fecha                                                           | Fecha                                                           |                                                                 | N.º de casos                                                    | N.º de casos                                                    |
| 2022                                                            | 2022                                                            |                                                                 | (0)                                                             | (0)                                                             |
| 2022                                                            | 2022                                                            |                                                                 | (0)                                                             | (0)                                                             |
| 2022                                                            | 2022                                                            |                                                                 | (0)                                                             | (0)                                                             |
| 2022                                                            | 2022                                                            |                                                                 | (0)                                                             | (0)                                                             |
| 2022                                                            | 2022                                                            |                                                                 | (0)                                                             | (0)                                                             |
| 2022                                                            | 2022                                                            |                                                                 | (0)                                                             | (0)                                                             |
| 2022                                                            | 2022                                                            |                                                                 | (0)                                                             | (0)                                                             |
| 2022                                                            | 2022                                                            |                                                                 | (0)                                                             | (0)                                                             |
| 2022                                                            | 2022                                                            |                                                                 | (0)                                                             | (0)                                                             |
| 2022                                                            | 2022                                                            |                                                                 | (0)                                                             | (0)                                                             |
| 2022                                                            | 2022                                                            |                                                                 | (0)                                                             | (0)                                                             |
| 2022                                                            | 2022                                                            |                                                                 | (2)                                                             | (2)                                                             |
| 2022                                                            | 2022                                                            |                                                                 | (4)                                                             | (4)                                                             |

Cronologia
El presidente de  Nauru, Lionel Aingimea ha anunciado que Nauru ha registrado sus primeros 2 casos de COVID-19,que se detectaron en la Frontera. Otras dos personas también estaban en cuarentena en la sala Covid, dijo el presidente en un discurso público el presidente aseguro a la comunidad que los dos casos fueron contenidos de manera segura en cuarentena.Como tal  Nauru permanencio a salvo y no había motivo para que nadie entrará en pánico.
Los dos casos viaron desde el mismo vuelo de Brisbane el 31 de marzo. El 3 de abril se reportó 1 caso más del mismo vuelo y era cónyuge de uno de los primeros dos casos, El 4 de abril de 2022 los positivos se elevaron a 3 y se realizaron cribado masivo para testar a unos 6000 Nauruanos en una donación de 20.000 Kitts de prueba realizada. El número de casos se situó en 6 para el día 25 de abril cuatro de ellos ya se habían recuperado del virus.  
Para el 13 de mayo se registraron 13 casos positivos ese día se sumaron 5 más,   
El 22 de junio el número de casos se disparo a 337 y con 9 personas atendidas en el hospital,  
El 23 de junio 618 personas dieron positivo a Covid-19  
El 24 de junio 873 personas dieron positivo con 10 internaciones en el hospital el 100% de los nuevos casos son de la variante ómicron   
El 2 de julio 2,105 personas fueron contagiadas y se reportó la primera muerta en la isla junto con 669 casos.  
Hasta el 10 de diciembre se han registrado 4,625 casos 1 muerte y 4,611 recuperados.            
El 26 de enero se registró una segunda muerte en Yangor, un hombre de unos ~60 años fallecido el 7 de diciembre de 2022, para entonces hubo 5,393 casos confirmados, 2 fallecidos y 4,610 recuperados.      
Referencias
Nauru confirma sus primeros casos de Covid-19 
primeros casos de Covid-19 en Nauru
las remotas islas que se salvaron de la pandemia por 2 años.
Organización de las Naciones Unidas
- Datos: Q89277064